# L'ultimo bazooka tuona
L'ultimo bazooka tuona (Hold Back the Night) è un film di guerra del 1956 diretto da Allan Dwan, basato sul romanzo Hold Back the Night del giornalista e scrittore Pat Frank.
È il quarto film del regista americano interpretato da John Payne, dopo La campana ha suonato (1954), La jungla dei temerari (1955) e Veneri rosse (1956).

## Trama
Impegnato nella guerra di Corea al comando di una pattuglia americana, il capitano Sam MacKenzie porta sempre con sé una bottiglia di Scotch regalatagli durante la seconda guerra mondiale dalla moglie Anne come portafortuna. Viene incaricato di proteggere il ritiro della sua divisione ma l'operazione si risolve in un bagno di sangue e MacKenzie viene gravemente ferito. Attraverso una serie di flashback scopriamo le diverse occasioni in cui il capitano è stato tentato di aprire la bottiglia, rinunciandovi ogni volta. Ora tutti sperano nella sua guarigione per poter finalmente brindare.

## Produzione
Dopo l'uscita del romanzo di Pat Frank, la Allied Artists decise di trarne una pellicola cinematografica e si rivolse al Corpo dei Marines per l'assistenza. Il Corpo rifiutò perché ritenne il film troppo simile a Valanga gialla del 1952 e la produzione considerò quindi l'idea di riscrivere la sceneggiatura e di coinvolgere l'Esercito degli Stati Uniti, ma alla fine il progetto venne accantonato.
L'inizio della produzione venne nuovamente annunciato nel novembre 1954, con Richard Basehart e Neville Brand come attori principali e la regia di Thomas Carr. Tuttavia, nel marzo 1955 il produttore esecutivo Walter Mirisch annunciò che il film era stato eliminato dal programma di produzione a causa dell'indisponibilità di alcuni degli attori. Il progetto venne ripreso nei primi mesi del 1956, stavolta con la collaborazione del Corpo dei Marines, venne scelto un nuovo cast e la regia fu affidata a Allan Dwan.
Il film venne girato al Mountain Warfare Training Center di Pickel Meadows, in California, dove furono ricreati gli eventi della battaglia di Chosin Reservoir, e per alcune sequenze nel Bronson Canyon.

## Distribuzione
Il film venne distribuito nelle sale statunitensi a partire dal 29 luglio 1956.

### Date di uscita
- USA (Hold Back the Night) - 29 luglio 1956
- Giappone (敵中突破せよ!) - 24 ottobre 1956
- Austria (Teufelskommando) - 1957
- Germania Ovest (Teufelskommando) - 25 gennaio 1957
- Danimarca (Slagmarkens helte) - 21 ottobre 1957
- Irlanda (Hold Back the Night) - 6 dicembre 1957
- Finlandia (Torju yön uhka) - 18 settembre 1959

## Critica
Il critico Morando Morandini nel suo dizionario giudica il film «convenzionale e propagandistico, come si faceva negli anni '50».